# Bentley S1
Bentley S1 (первоначально просто S) — автомобиль класса люкс, выпускавшийся  британской компанией Bentley Motors с 1955 по 1959 год. Для четырёхдверной спортивной версии модели впервые использовалось название Flying Spur (Летящая шпора).

## Описание

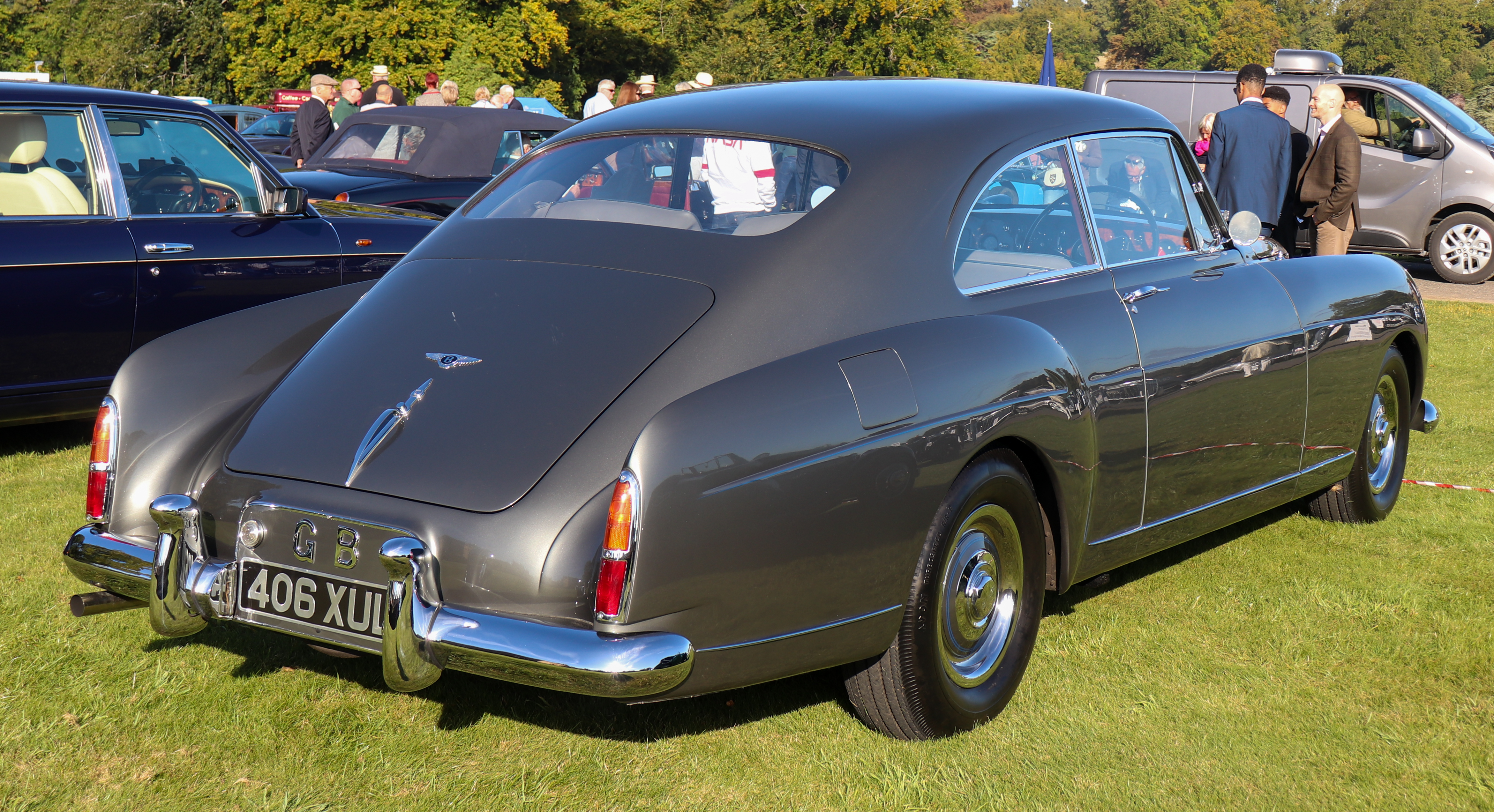
1957 Bentley S1 Continental

Автомобиль базировался на новом шасси́ с увеличенной колёсной базой, рама которого был сварена из замкнутых профилей коробчатого сечения. Это позволило вдвое увеличить её жесткость при незначительном увеличении веса. 
На модель устанавливался шестицилиндровый двигатель увеличенного рабочего объёма с новой головкой цилиндров. Мотор теперь стандартно агрегатировался с четырёхступенчатой автоматической трансмиссией, возможность заказать ручную коробку ещё осталась. 
Передняя и задняя подвески, также, были обновлены, был увеличен угол поворота передних управляемых колёс, что положительно сказалось на манёвренности. С 1956 года автомобиль стали оборудовать гидроусилителем руля. В тормозной системе с усилителем гидропривод распространился и на задний мост, хотя параллельный механический остался.
Как и прежде, прямо на заводе автомобиль оборудовался кузовом стандартный седан, некоторые детали которого, для облегчения веса, были сделаны из алюминия. Сторонние фирмы продолжали устанавливать собственные кузова на готовое шасси́.
Так, спортивная версия S1 Continental изготавливалась на фирме  Mulliner. Она имела облегчённый кузов обтекаемой формы, форсированный, с увеличенной степенью сжатия, двигатель, немного изменённую трансмиссию и шины для движения на высокой скорости. А на фирме  Park Ward делали кузова для автомобилей с удлинённой на 4 дюйма (102 мм) колёсной базой (Long Wheelbase).
В 1957 году на Mulliner сделали четырёхдверную версию S1 Continental, названную Flying Spur (Летящая шпора). Это название было предложено главным дизайнером фирмы Артуром Тэлбот Джонстоном (Arthur Talbot Johnstone). «Летящая шпора» была изображена на старинном фамильном гербе клана Джонстонов из Шотландии. Позже и другие изготовители кузовов предложили свои версии четырёхдверной спортивной модели. 